# Dalea hospes
Dalea hospes är en ärtväxtart som först beskrevs av Joseph Nelson Rose, och fick sitt nu gällande namn av Arthur Allman Bullock. Dalea hospes ingår i släktet Dalea, och familjen ärtväxter. Inga underarter finns listade i Catalogue of Life.